# Aebutii
Légende :
♦Patricien, ♦Plébéien, ♦Consulaire, ♦Sénatorial, ♦Équestre
Gens et Liste des gentes romaines
Les Aebutii sont les membres appartenant à la gens romaine patricienne Aebutia. La plupart des membres connus vivent aux débuts de la République romaine, au Ve siècle av. J.-C., et portent tous le cognomen Helva.
L'usage du cognomen n'apparaissant qu'après le IVe siècle av. J.-C. pour les familles aristocratiques, le surnom Helva a certainement été ajouté lors de l'établissement des Fastes à une époque postérieure parce qu'un membre de la gens Aebutia connu à cette époque devait le porter, peut-être Marcus Aebutius Helva, préteur en Sicile en 168 av. J.-C.

## Personnalités

### Aebutiipatricien
- Titus Aebutius, (v.-565 - ?);
  - Titus Aebutius Helva (Flavus ?), (v.-540 - ap.-493), consul en 499 av. J.-C. et maître de cavalerie en 498 av. J.-C.;
    - Lucius Aebutius Helva, (v.-505 - -463), consul en 463 av. J.-C.;
      - Postumius Aebutius Helva Cornicen, (v.-485 - ap.-435), consul en 442 av. J.-C. et maître de cavalerie en 435 av. J.-C.;
      - ? Marcus Aebutius Helva, (v.-480 - ap.-442), un des triumviri coloniae deducendae pour la colonisation d'Ardea en 442 av. J.-C.;

### Aebutiiplébéiens
Les membres de la gens Aebutia du IIe siècle av. J.-C. n'ont probablement pas de lien de parenté avec les Aebutii du début de la République. Ils entretiennent de bonnes relations avec le milieu sénatorial, certains sont sénateurs dès le début du IIe siècle av. J.-C.
- (Aebutius), (v.-250 - ?)
  - Aebutia, (v.-230 - ap.-186);
  - Aebutius, (v.-230 - av.-186), chevalier romain;
    - Publius Aebutius, (v.-205 - ap.-186), dénonciateur des Scandale des  Bacchanales en -186.

- Marcus Aebutius Helva, tribun militaire en 178 av. J.-C. et préteur en Sicile en 168 av. J.-C.
- Decimus Aebutius, sénateur romain, membre de l'entourage de Pompeius Strabo.
- Lucius Aebutius, tribun militaire en -89, membre de l'entourage de Pompeius Strabo.
- Caius Aebudius, édile en -51[b 1].
- Publius Aebutius Pinnius, figure sur une pièce de monnaie de Corinthe frappée vers 39 av. J.-C..

#### Aebutii Liberalis
- Aebutius Liberalis, habitant de Lugdunum, correspondant et ami de Sénèque le Jeune. L'Histoire littéraire de la France lui consacre un chapitre[2].
- Quintus Aebutius Liberalis, centurion de la legio XI Claudia sous Néron, peut être frère du précédent[b 2].
- Tiberius Claudius Liberalis Aebutianus, (v.60/70 - 120/130), fils adoptif d'un Tiberius Claudius?, tribun militaire de la legio III Cyrenaica.
- Tiberius Claudius Liberalis, fils du précédent, décédé à 16 ans[b 3].

#### Autres
- Lucius Aebutius Faustus, affranchi.
- Publius Attilius Aebutianus, préfet du prétoire en 187.